# Melanie Mayron

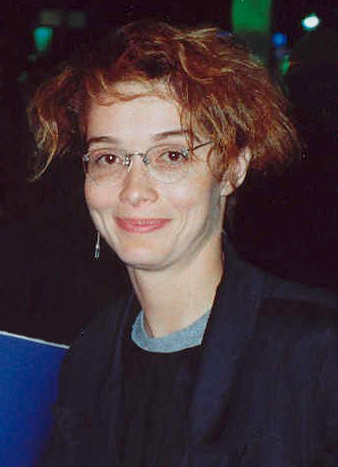
Melanie Mayron, 1990

Melanie Joy Mayron (* 20. Oktober 1952 in Philadelphia, Pennsylvania) ist eine US-amerikanische Schauspielerin, Regisseurin, Drehbuchautorin und Filmproduzentin.

## Biografie
Mayron wurde an der American Academy of Dramatic Arts unterrichtet. Sie debütierte als Schauspielerin in der Rolle einer sympathischen Anhalterin in der Komödie Harry und Tonto (1974) von Paul Mazursky. In dem Fernsehdrama Unterm Strich (1975) spielte sie neben Jill Clayburgh eine der größeren Rollen; eine weitere größere Rolle an deren Seite folgte in der Filmbiografie Sag' ja zur Liebe (1976). In der Komödie The Last of the Cowboys (1977) war sie an der Seite von Henry Fonda und Susan Sarandon zu sehen.
Die Nebenrolle in der Komödie Girlfriends (1978) brachte Mayron 1978 den Bronzenen Leoparden und 1979 eine Nominierung für den BAFTA Award. In der Oscar-nominierten Komödie Herzquietschen (1981) trat sie neben Andy Kaufman, Bernadette Peters und Randy Quaid auf. In dem Oscar-gekrönten Filmdrama Vermißt (1982) von Constantin Costa-Gavras spielte sie an der Seite von Jack Lemmon und Sissy Spacek. In der Independentkomödie Sticky Fingers (1988) übernahm sie neben Helen Slater eine der Hauptrollen; außerdem war sie Produzentin und am Drehbuch beteiligt.
In den Jahren 1987 bis 1991 spielte Mayron in der Fernsehserie Die besten Jahre; außerdem hatte sie bei zwei Folgen der Serie im Jahr 1990 ihr Regiedebüt. Sie gewann 1989 einen Emmy als beste Nebendarstellerin, 1990 und 1991 war sie für einen weiteren Emmy nominiert. 1998 war sie als Regisseurin der Fernsehsendung The Wonderful World of Disney (1997) für den Directors Guild of America Award nominiert. Zu ihren weiteren Regiearbeiten gehören die Fernsehkomödie Die Zahnfee (1997) mit Kirstie Alley, die Komödie Freche Biester! (2002) mit Piper Perabo und Jane McGregor sowie die Komödie Zeyda and the Hitman (2004) mit Danny Aiello und Gil Bellows. Seit Ende der 1990er Jahre ist sie in erster Linie als Regisseurin für das Fernsehen tätig, und dreht vor allem für verschiedene Serien. 
Mayron hat im Jahr 1998 Zwillinge geboren. Ihre Schwester Gale Mayron ist Schauspielerin.

## Filmografie (Auswahl)

### Als Schauspielerin
- 1974: Harry und Tonto (Harry and Tonto)
- 1975: Unterm Strich (Hustling)
- 1976: Sag’ ja zur Liebe (Gable and Lombard)
- 1976: Car Wash – Der ausgeflippte Waschsalon (Car Wash)
- 1977: You Light Up My Life
- 1977: The Last of the Cowboys
- 1978: Girlfriends
- 1981: Herzquietschen (Heartbeeps)
- 1982: Vermißt (Missing)
- 1983: Will There Really Be a Morning?
- 1986: Die Frau vom Boß (The Boss' Wife)
- 1987–1991: Die besten Jahre (thirtysomething, Fernsehserie)
- 1988: 900.000 $ zuviel (Sticky Fingers)
- 1990: My Blue Heaven
- 1993: Absturz in die weiße Hölle (Ordeal in the Arctic)
- 1993: Other Women’s Children
- 1994: Drop Zone
- 1997: Die Zahnfee (Toothless)
- 2000: Komm zurück ins Leben (Range of Motion)
- 2007: Itty Bitty Titty Committee

### Als Regisseurin
- 1990: Die besten Jahre (thirtysomething, Fernsehserie)
- 1995: Angriff der Schnullerbrigade (The Baby-Sitters Club)
- 1997: Die Zahnfee (Toothless)
- 1998–2002: Arli$$ (Fernsehserie)
- 2002: Freche Biester! (Slap Her… She's French)
- 2004: Zeyda and the Hitman
- 2005: Highschool News – Streng vertraulich! (Campus Confidential)
- 2010: Girls Club 2 – Vorsicht bissig! (Mean Girls 2)